# هنري غاردنر
هنري غاردنر (بالإنجليزية: Henry Gardner)‏ هو سياسي أمريكي، ولد في 14 يونيو 1819 في بوسطن في الولايات المتحدة، وتوفي في 21 يوليو 1892 في ميلتون في الولايات المتحدة. حزبياً، نشط في حزب اليمين. وقد انتخب حاكم ماساتشوستس ‏ (4 يناير 1855 – 7 يناير 1858).